# Paul Andreas von Schellersheim
Paul Andreas von Schellersheim, seit 1743 Freiherr von Schellersheim, († 9. Juli 1781) war ein preußischer Geheimer Rat und Stiftshauptmann in Quedlinburg und zeitweise auch preußischer Regierungspräsident in Minden, Kapitular zu Herford, Propst zu St. Mauritz in Minden, Ritter des russischen Annenordens sowie Rittergutsbesitzer.

## Leben
Paul Andreas stammte aus einer 1725 in den Adelsstand erhobenen Familie. Sein Vater war der kursächsische Geheime Rat Johann Andreas von Schellersheim (ursprünglich Schelhaß), der 1741 in den Freiherrnstand erhoben wurde und seither auf dem Burghof in Rinteln saß.
Eugen Friedrich Anton von Krosigk verkaufte am 10. Oktober 1766 sein Rittergut Queis mit dem dazugehörigen wüsten Sattelhof Klepzig und den Dörfern Naundorf, Wiedersdorf, Kockeritz und Wiesenena an den königlich-preußischen Geheimen Rat und Stiftshauptmann Paul Andreas Freiherr von Schellersheim in Quedlinburg. Als mitbelehnt benannte Schellersheim Friedrich Abraham von Hopfgarten, Geheimer Rat und Dompropst zu Naumburg, Friedrich August von Veltheim auf Harbke, Oberst Ludwig von Oppen zu Fredersdorf und den braunschweigischen Hofgerichtsassessor Johann Ernst von Rüling zu Rosenfeld.
Paul Andreas Freiherr von Schellersheim besaß neben Queis auch das Rittergut Sietzsch. 1753 war er an der Stiftung des Familienfideikommiss beteiligt.
Bekannt wurde er u. a. durch seine Kontakte zu Dorothea Christiane Erxleben. Als Stiftshauptmann untersagte er auf Antrag anderer Ärzte den Quedlinburger Bürgern, sich bei ihr ärztlich behandeln zu lassen. Er forderte Erxleben auf, ihr Examen innerhalb einer Frist von drei Monaten abzulegen. Erxleben trat am 6. Mai 1754 zum Promotionsexamen an und war die erste und für eineinhalb Jahrhunderte auch die einzige Ärztin, die in Deutschland promovieren und ihren Beruf offiziell ausüben durfte. Sie widmete ihm als Stiftshauptmann von Quedlinburg ihre Dissertation.
Er kaufte 1747 das Rittergut Eisbergen. Es diente ihm und seiner Gattin als Altersruhesitz.
Verheiratet war er mit Benedicte Sophie Louise geborene von Hammerstein. Ihr einziger Sohn war Friedemann Heinrich Christian Freiherr von Schellersheim (* 1752, † 1836), der das elterliche Erbe und den Burghof seines Großvaters übernahm, später aber kinderlos starb. Er hielt sich von 1809 bis 1814 in Italien auf, wo er sich an Ausgrabungen aus etruskischer und römischer Zeit beteiligte (Archäologische Zone Fiesole). Paul Andreas’ Tochter war mit George Anton von Massow (* 1740; † 11. Juni 1786), Kriegs- und Domainenrat in Halberstadt, verheiratet.